# Latabár Endre (színművész, 1852–1888)
Latabár Endre, ifj., Latabár Lajos Endre (Győr, 1852. október 7. – Budapest, 1888. december 23.) színész. A Latabár-színészdinasztia tagja, id. Latabár Endre és Török Mária színészek fia, Latabár Kálmán Árpád testvére.

## Pályája
1852. október 11-én keresztelték Győrben. 1870-ben Lászy Vilmos társulatában kezdett játszani, Győrben. 1873-ban apjánál, id. Latabár Endre kassai színtársulatánál folytatta, majd még abban az évben Kolozsvárra szerződött kardalosnak. Gyógykezeltetése végett 1888-ban Budapestre ment, s itt hunyt el 36 évesen tüdővészben a Szent Rókus-kórházban. Temetése 1888. december 27-én délután volt, nagyszámú ismerőseinek és pályatársainak jelenlétében. A halottasháznál a Népszínház karszemélyzete énekelt gyászdalokat.